# Astraeus asiaticus
Astraeus asiaticus ist eine Pilzart aus der Familie der Kartoffelbovistverwandten (Sclerodermataceae) innerhalb der Ordnung der Dickröhrlingsartigen (Boletales).

## Merkmale

### Makroskopische Merkmale
Astraeus asiaticus bildet 19–30 mm große, kugelige Fruchtkörper aus, deren äußere Schicht, die Exoperidie, bei Reife sternförmig in 5–12 Lappen aufreißt. Die Exoperidie besteht aus mehreren Schichten, ist weißlich und dick (≥1 mm im trockenen Zustand), recht steif und gekörnt. Sie dehnt sich bei feuchten Wetter aus bzw. rollt sich im trockenen Zustand wieder zusammen (daher der deutsche Name Wettersterne für die Gattung). Die innere Schicht wird rauchig-grau, zigarren- oder sepiabraun, ist dick, und bei reifen Fruchtkörpern der Länge nach rissig.
Die Endoperidie ist stiellos, fast rund, 13–24 mm im Durchmesser weißlich bis rauchig grau und hat bei Reife an der Spitze eine unregelmäßige Öffnung ohne ein deutliches Peristom. Die eigentliche Fruchtschicht die Gleba ist im frühen Stadium rein weiß, reif dann kastanienbraun. Sie besitzt keine Columella.

### Mikroskopische Merkmale
Das Capillitium besteht aus langen, verzweigten, miteinander verflochtenen Hyphen, die hyalin, leicht krustig und unseptiert sind. Die Hyphen messen 2,5–7,5 µm im Durchmesser, sind dünnwandig oder auch verdickt mit einem schmalen, manchmal unterbrochenen Lumen. Sie besitzen Schnallen. Die Sporen sind kugelig, 8,75–15,2 µm im Durchmesser und ornamentiert mit schmalen, abgerundeten, kegeligen 0,9–1,45 µm großen Stacheln, die manchmal ineinanderfließen können.

## Ökologie und Vorkommen
Astraeus asiaticus kommt sandigen oder lateritischen Böden in Flachlandwäldern vor, die von Zweiflügelfruchtbäumen (Dipterocarpus) wie Dipterocarpus tuberculatus, Dipterocarpus alatus, Dipterocarpus costatus, Dipterocarpus obtusifolius und Dipterocarpus turbinatus dominiert werden. Astraeus asiaticus geht wie andere Vertreter der Kartoffelbovistverwandten eine Mycorrhiza mit Zweiflügelfruchtbäumen ein. Er bildet Fruchtkörper in der Regenzeit von Juni bis September.
Astraeus asiaticus ist neben Astraeus odoratus und Astraeus sirindhorniae die dritte Art der Wettersterne in Thailand. Er kommt in den nördlichen und nordöstlichen Teilen vor.

## Systematik und Taxonomie
Lange Zeit wurden alle in Asien vorkommenden Wettersterne dem Gemeinen Wetterstern (Astraeus hygrometricus) zugeschrieben. Phospri und Kollegen erkannten, dass es mehrere unterscheidbare Arten gab. Daher wurde Astraeus asiaticus erst 2007 von Cherdchai Phosri, María P. Martín und Roy Watling erstbeschrieben. Er zählt zur Gattung der Wettersterne, die zur Familie  Kartoffelbovistverwandten (Sclerodermataceae) innerhalb der Ordnung der Dickröhrlingsartigen (Boletales) zählen. Manche Autoren zählen sie allerdings zur Familie der Diplocystaceae.

## Verwendung
Astraeus asiaticus und andere Wettersterne wie Astraeus odoratus und der Gemeine Wetterstern werden in Thailand unter dem Namen Het phok (เห็ดเผาะ) geschätzt und verkauft. Es werden Preise von 30–60 Baht erzielt, aber zu Beginn der Saison kann der Preis auch auf 300–400 Baht steigen. Da der Pilz eine Mykorrhiza mit Dipterocarpus-Bäumen eingeht, kann er nicht kultiviert werden. Da er halbunterirdisch wächst, werden oft bewusst Feuer gelegt, um ihn besser sammeln zu können.